# Dvärgkäkmask
Dvärgkäkmask (Limnognathia maerski) är en art i djurgruppen tvåsidiga djur (Bilateria) och den enda namngivna arten i stammen Micrognathozoa. Dvärgkäkmasken är cirka 0,1 mm lång och har maskliknande utseende. Trots sin ringa storlek har den en mycket komplicerad hård käkapparat som utgör en likhet med hjuldjuren och käkmaskarna. Djuret upptäcktes 1994 vid undersökningen av sedimenten från havets botten nära den grönländska stationen på Diskoön.
Såväl morfologiska likheter som genetiska analyser visar att dvärkäkmasken är nära besläktad med hjuldjuren. systematiska.